# 福建自治促进会
福建自治促进会是中华民国大陆时期福建省的一些政治人物在上海建立的政治组织。
民国十年（1921年），黄展云、方声涛、林知渊、张贞、许卓然、秦望山、陈爱吾、何子扬等十余人在上海建立福建自治促进会和福建自治军筹备处，提倡福建自治，宣传“闽人治闽”，号召驱逐福建督军李厚基。随后，福建自治促进会委任秦望山为全权代表，命其返回福建整合福建民军。秦望山抵达厦门鼓浪屿，以福建自治军的名义发表《福建自治军宣言》，并任命云霄的黄廷经为福建自治军漳属指挥官。然而，黄廷经在云霄起事未果，秦望山遂转往南安，以凤巢山为根据地，继续从事反对李厚基的斗争。